# اچ‌ام‌اس اندورانس (۱۹۶۷)
اچ‌ام‌اس اندورانس (۱۹۶۷) (به انگلیسی: HMS Endurance (1967)) یک کشتی است که طول آن ۹۳ متر (۳۰۵ فوت) می‌باشد. این کشتی در سال ۱۹۵۶ ساخته شد.